# Гилбертсвил (Кентаки)
Гилбертсвил (енгл. Gilbertsville) насељено је место без административног статуса у америчкој савезној држави Кентаки.

## Демографија
По попису из 2010. године број становника је 458.
| Група             | 2000.    | 2010.       |
| Белци             | 0 (0,0%) | 431 (94,1%) |
| Афроамериканци    | 0 (0,0%) | 1 (0,2%)    |
| Азијати           | 0 (0,0%) | 1 (0,2%)    |
| Хиспаноамериканци | 0 (0,0%) | 6 (1,3%)    |
| Укупно            | 0        | 458         |